# Enciam
L'enciam (Lactuca sativa) és una planta herbàcia anual de la família de les compostes com el gira-sol o la carxofa. Sovint es conrea com una verdura de fulla, però també per la seva tija i les llavors. L'enciam va ser conreat per primera vegada pels antics egipcis, que passaren d'utilitzar les llavors del que era una mala herba per a fer oli, a conrear-la per les seves fulles. L'enciam es va estendre als grecs i romans, d'on prové el nom de lletuga. Des del voltant de l'any 50 dC apareixen descripcions de diversos tipus i apareix freqüentment a escrits medievals com els herbaris medievals. Del segle xvi al xviii es van desenvolupar diverses varietats biològiques a Europa i des de mitjan segle xviii és habitual als horts. Europa i Amèrica del Nord van dominar inicialment el mercat de l'enciam, però a final de la dècada de 1900 el consum s'havia estès per tot el món.
Generalment creix en condicions adverses i es conrea amb facilitat, tot i que requereix temperatures relativament baixes per evitar que la floració vagi massa ràpida. L'enciam es pot patir plagues d'insectes, i malalties fúngiques i bacterianes. Fàcilment es poden fer híbrids amb altres espècies del gènere Lactuca. Tot i que això es pot convertir en un problema per als que volen salvar les llavors, els biòlegs han ampliat el patrimoni genètic de les varietats d'enciam de cultiu. La producció mundial d'enciam i xicoia va arribar als 23,6 milions de tones l'any 2010, més de la meitat procedent de la Xina.
L'enciam s'utilitza sovint per fer amanides, tot i que també se'n poden fer sopes, entrepans i farcells; i, fins i tot, es pot fer a la brasa. Una de les varietats, l'enciam espàrrec, popular a la Xina, es conrea per les seves tiges, que es mengen tant crues com cuites. L'enciam és una bona font de vitamina A i potassi, així com una font menor d'altres vitamines i nutrients. Malgrat les seves propietats beneficioses, també pot ser una font de brots bacterians, virals i parasitaris per l'ésser humà, com ara Escherichia coli i salmonel·la. A més del seu ús principal com a fulla verda per a menjar, durant segles, el seu consum també ha tingut un significat religiós i medicinal.

## Etimologia

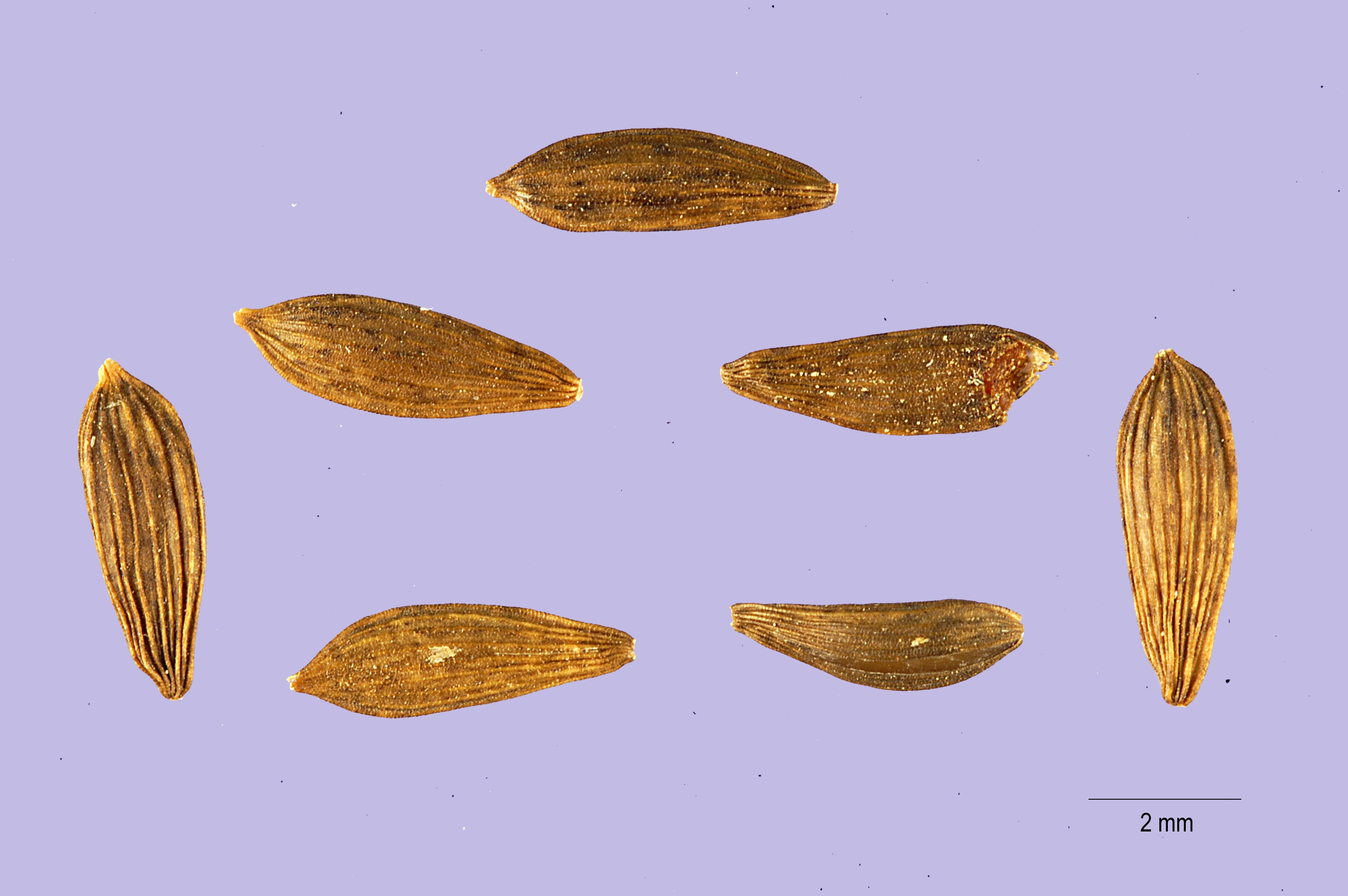
Llavors d'enciam

Lactuca sativa forma part del gènere Lactuca i de la família de les asteràcies. L'espècie va ser descrita per primera vegada el 1753 per Carl Linnaeus al segon volum de la seva Species Plantarum. Entre els sinònims de Lactuca sativa hi ha la Lactuca scariola var. sativa, L. scariola var. integrata i L. scariola var. integrifolia. L. scariola per la seva banda és un sinònim de L. serriola, l'enciam silvestre o espinós comú. L. sativa també té diversos mots relacionats amb les seves espècies, subespècies i varietats biològiques, que delimiten diversos grups de cultiu d'enciam domesticat. L'enciam està estretament relacionat amb diverses espècies de Lactuca del sud-oest d'Àsia. La relació més propera és amb l'espècie L. serriola, una mala herba agressiva comuna a les zones temperades i subtropicals de gran part del món.
Els romans es referien a l'enciam com a lactuca (lac significa 'llet' en llatí), una al·lusió a la substància blanca que actualment es diu làtex, que surt quan es talla la tija. Aquesta paraula s'ha convertit en el nom del gènere, juntament amb sativa (que vol dir 'sembrat' o 'cultivat') per a completar la paraula. Kos és un altre terme romà per parlar de l'enciam, que prové de les llavors primerenques europees de l'illa grega de Cos, un centre destacat del cultiu d'enciam durant l'Imperi Romà d'Orient.
La paraula catalana «enciam» probablement prové del mot llatí incīsamen (que significa conjunt de trossets o coses tallades), com ho confirma la forma genovesa antiga inçizamme.  Per altra banda, del mot originari llatí provenen les paraules lechuga en castellà, lettuce en anglès o laitue en francès, entre d'altres.

## Descripció

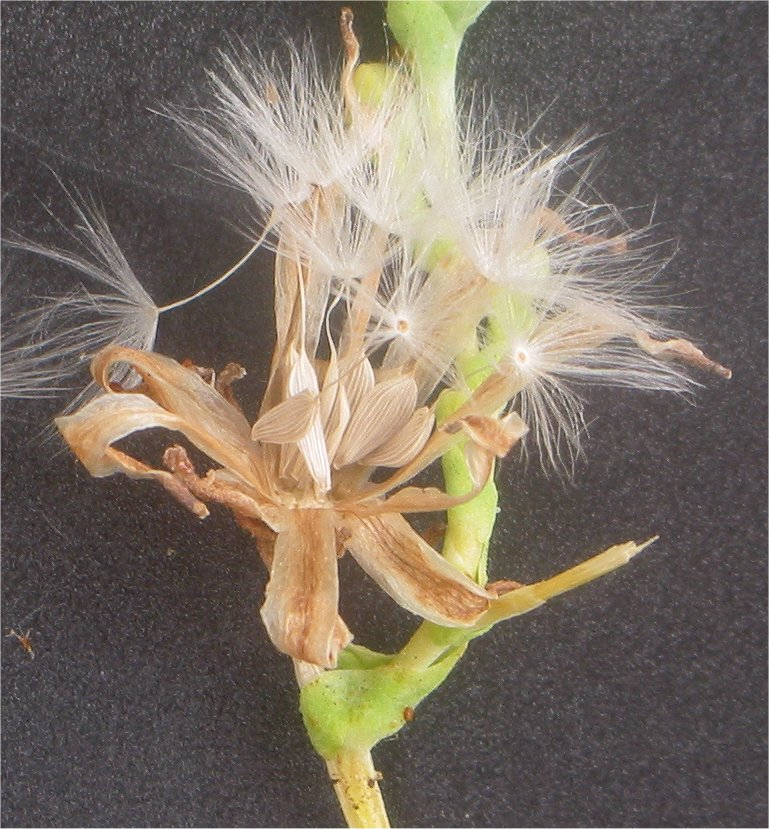
La flor i el fruit de l'enciam.

L'àrea de procedència natural de l'enciam s'estén des de la mar Mediterrània fins a Sibèria, tot i que s'ha transportat a gairebé totes les àrees del món. Les plantes solen tenir una alçada i extensió d'entre 6 i 12 cm. Les fulles són de diversos colors, sobretot variacions del verd i el vermell, amb una certa varietat de variegació. També hi ha varietats en groc, daurat, o fulles amb un to entre blaves i verd-blavoses. Els enciams tenen una àmplia gamma de formes i textures, des de les denses capes del tipus iceberg a les varietats dentades, en forma d'arcs, o més gruixudes. Les plantes d'enciam tenen un sistema d'arrels que inclou una arrel mestra i unes arrels secundàries més petites. Algunes varietats, especialment les dels EUA i l'Europa Occidental, tenen arrels pivotants llargues i estretes, i un petit conjunt d'arrels secundàries. Hi ha varietats d'Àsia que tenen les arrels primàries i secundàries més llargues.

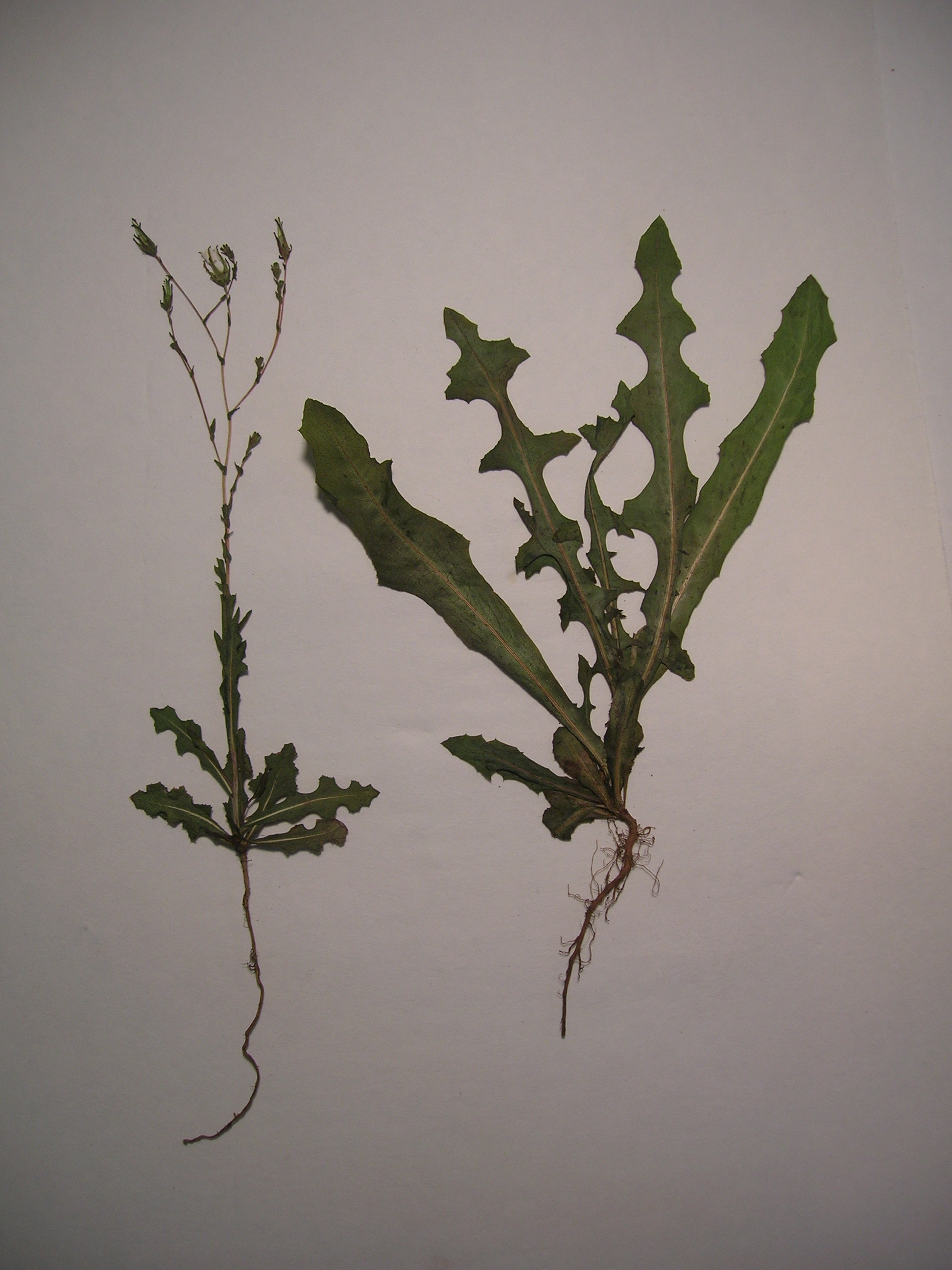
L'enciam no cultivat contrasta molt amb les varietats de conreu.

Segons la varietat i l'època de l'any, des de la sembra fins a la collita, l'enciam viu generalment entre 65 i 130 dies. Després, l'enciam comença a florir i el procés de caragolat converteix l'enciam en amarg i fa que no es pugui vendre, motiu pel qual poques vegades les plantes que creixen per al consum arriben a la maduresa. L'enciam floreix més ràpidament en temperatures càlides, mentre que les temperatures sota zero provoquen que el creixement sigui molt lent i, sovint, fan que les fulles externes es facin malbé. Després de l'època de collita, les tiges dels enciams poden créixer fins a arribar als 0,9 metres d'altura i mostren unes petites flors grogues. Tal com passa amb altres membres de la tribu Cicòria, la inflorescència de l'enciam (també conegut com a pseudant), està composta per diverses floretes, cadascuna amb un sèpal o calze modificat, anomenat vil·là (que es converteix en el plomós paracaigudes de la fruita), una corol·la de cinc pètals fusionats en una lígula o corretja, i les parts reproductores. Inclouen antenes fusionades, que formen un tub que envolta un gineceu, i l'estigma. Quan les antenes generen pol·len, l'estil s'allarga per permetre que els estigmes, ara coberts amb pol·len, surtin del tub. Els ovaris es comprimeixen, com a fruits secs en forma obovada (de gota), que mesuren de 3 a 4 mm de llarg i no s'obren fins a la maduresa. Els fruits tenen entre 5 i 7 parts a cada costat i s'aguanten per dues files d'uns petits pèls blancs. El vil·là es manté a la part superior de cada fruita amb una estructura de dispersió biològica. Cada fruit té una llavor, que pot ser de color blanc, groc, gris o marró, segons la varietat de l'enciam.
La domesticació de l'enciam llarg desenvolupada al llarg dels segles ha donat lloc a diversos canvis a través de la cria selectiva: el retard en l'aparició de defectes a la fulla, unes llavors més grans, un millor gust i textura, menys làtex (llet), i diverses formes i colors de les fulles. El treball en aquestes àrees continua encara en l'actualitat. La investigació científica en l'enginyeria genètica de l'enciam està en curs com ho demostren les més de 85 proves de camp que han tingut lloc entre 1992 i 2005 a la Unió Europea i als Estats Units. Amb aquestes proves s'experimenten modificacions que permetin millorar l'eficàcia dels herbicides, millorar la resistència als insectes, als fongs i als caragols que fan mal d'una manera més lenta. No obstant això, l'enciam genèticament modificat no s'utilitza actualment en l'agricultura comercial.

## Història

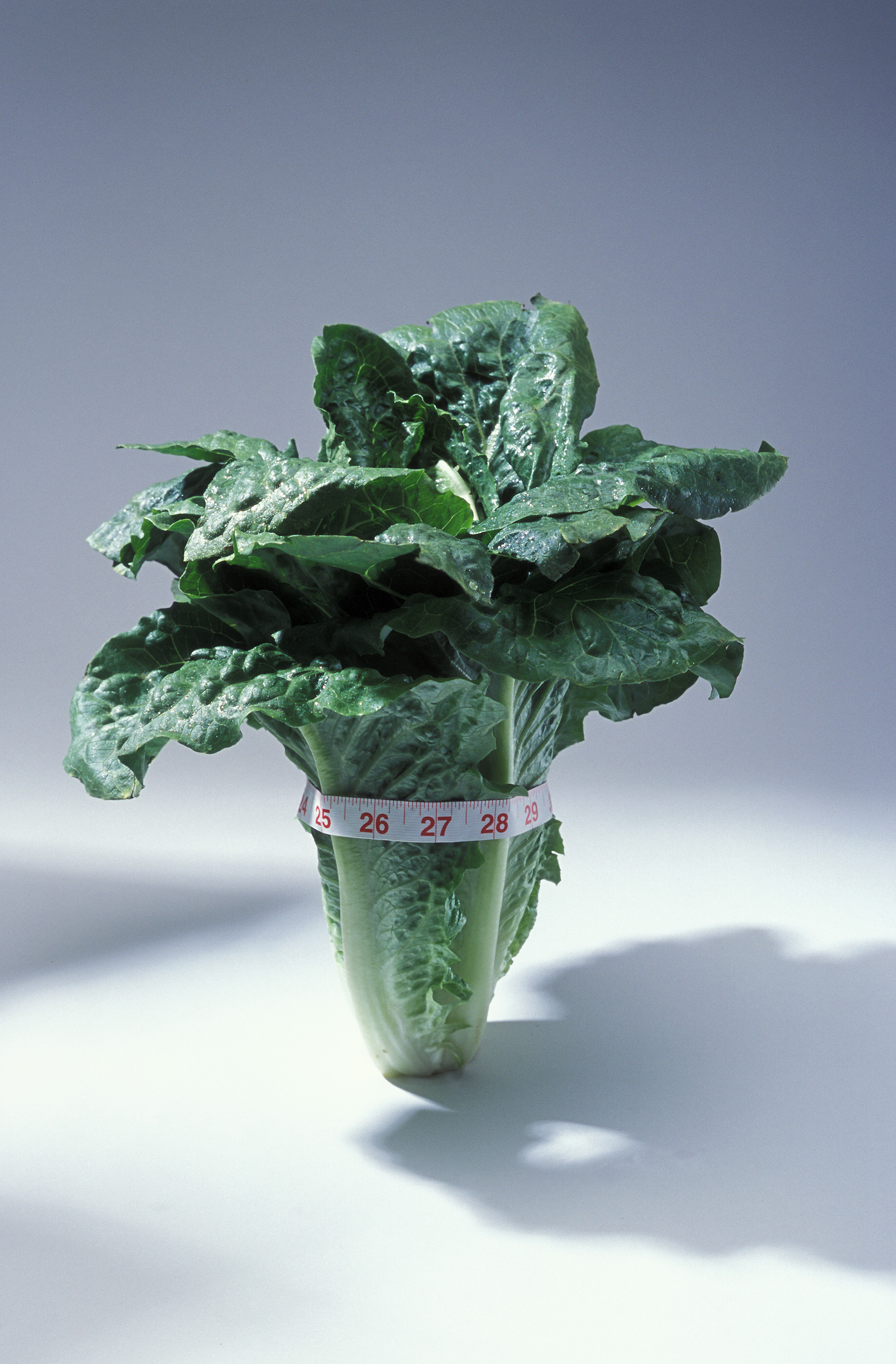
El tipus d'enciam romà prové dels primers enciams cultivats

L'enciam fou conreat per primera vegada a l'antic Egipte per a la producció d'oli a partir de les seves llavors. Fou també a Egipte on aquesta planta es passà a conrear per obtenir les seves fulles comestibles, segons dades que es remunten fins al 2680 aC. L'enciam era considerat una planta sagrada de Min, el déu de la reproducció, i s'utilitzava durant els festivals per a ser col·locat a prop de les representacions escultòriques. La planta es creia que permetia «realitzar l'acte sexual sense descans». El seu ús en cerimònies religioses es concretà en la creació d'imatges en moltes tombes i pintures murals. La varietat conreada tenia uns 30 cm d'altura i era una varietat grossa de l'enciam romà modern. Aquests enciams verticals foren desenvolupats pels egipcis i després ho van fer els grecs, que al seu torn els van donar a conèixer als romans. Cap a l'any 50 dC l'escriptor romà de temes agrícoles i rurals Luci Juni Moderat Columel·la va descriure diverses varietats d'enciam, alguna de les quals podria ser l'avantpassada de l'enciam actual.
L'enciam apareix en molts textos medievals, sobretot com una planta medicinal. Hildegarda de Bingen l'esmenta en els seus escrits sobre les plantes medicinals entre el 1098 i el 1179 i en els primers herbaris medievals es van descriure els seus usos. El 1586, Joachim Camerarius va descriure els tres enciams moderns bàsics: l'enciam de cap, l'enciam de fulles soltes i l'enciam romà. L'enciam va ser portat a Amèrica per primera vegada per Cristòfor Colom a la fi del segle xv. Al pas del segle xvi al xviii es van desenvolupar moltes varietats a Europa, sobretot als Països Baixos. Els llibres publicats des de mitjan segle xviii a principi del xix descriuen diverses varietats que avui es troben habitualment als horts.
Després de la collita té una vida curta, al principi, l'enciam es ven doncs molt a prop del lloc on havia crescut. A partir de l'any 1900 el desenvolupament de noves tecnologies d'envasament, emmagatzematge i transport van millorar-ne la vida útil, el que es va traduir en un augment significatiu de la disponibilitat d'aquest producte en territoris més amplis. Durant la dècada de 1950 la producció d'enciam es va impulsar amb el desenvolupament del refredament al buit, el que va permetre refredar i empaquetar el producte ja al camp i substituir l'anterior mètode de refrigeració amb gel en cases allunyades dels camps.
L'enciam és molt fàcil de conrear. Per això és un dels productes més venuts en moltes empreses de llavors. Estudiar la història de les diverses varietats és complicat perquè diverses companyies, principalment als Estats Units, canvien el nom de les varietats cada any. El motiu més important d'aquesta pràctica és poder promocionar noves varietats per augmentar les vendes o amagar l'origen de les varietats quan han estat desenvolupades per empreses de la competència. Documentació de final del segle xix demostra que en aquell moment hi havia entre 65 i 140 varietats diferents, segons les diferències que calguin per a la classificació biològica. Els noms també canvien sovint i de manera significativa d'un país a l'altre. Tot i que la majoria d'enciams cultivats avui en dia s'utilitzen com a aliment, una quantitat menor s'utilitza en la producció de la cigarreta herbal o cigarretes sense tabac ni nicotina; visualment, la fulla d'enciam salvatge sembla la de la tabaquera.

## Cultiu

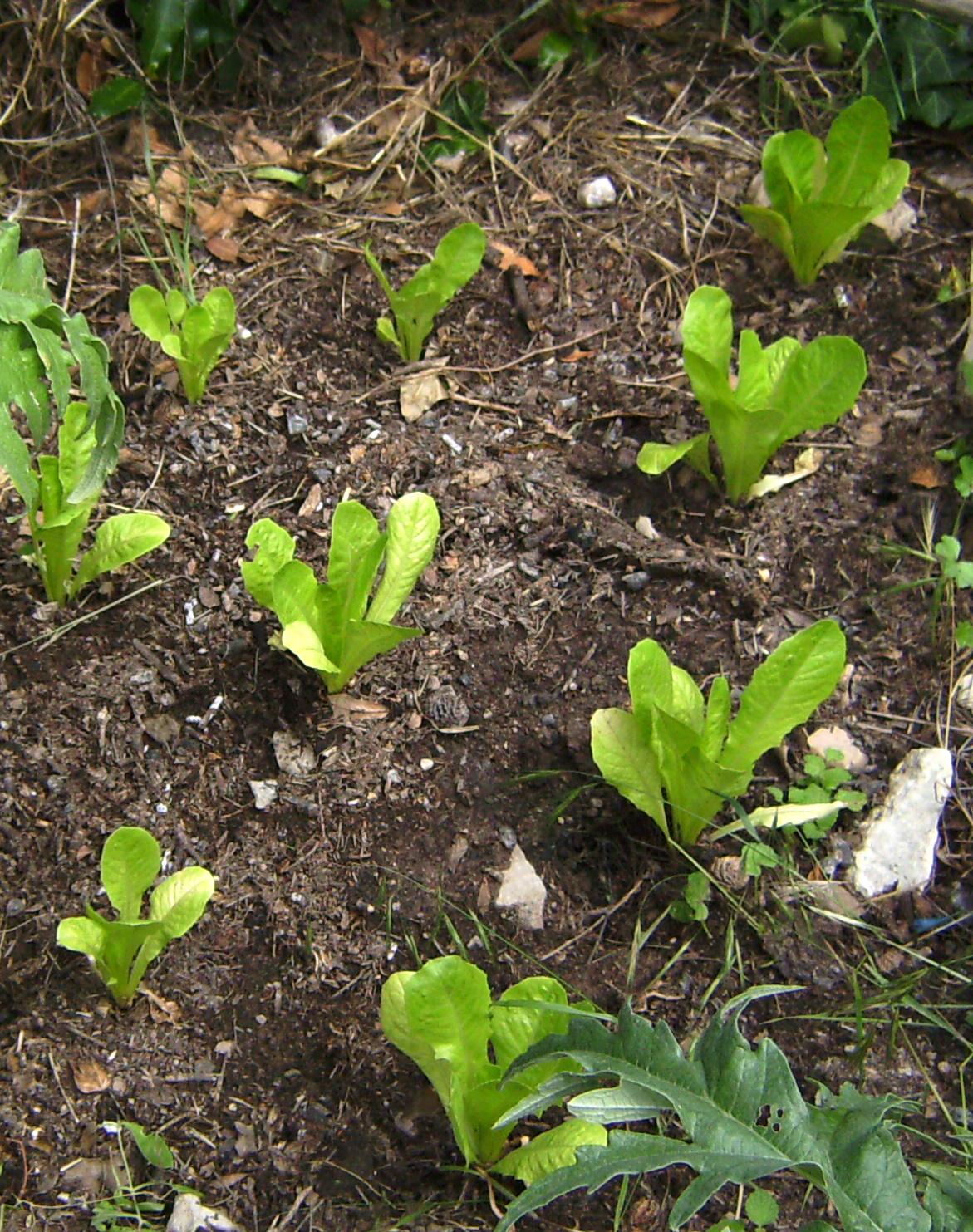
Plantes joves d'enciams romans

Algunes varietats d'enciam no creixen a l'hivern i, en temperatures relativament fredes, s'han de cobrir amb una capa de palla, o bé s'han de cultivar en petits hivernacles. Generalment es planten a l'hort en llargues fileres per tal de facilitar que es puguin tallar les fulles de manera individual i que es puguin regar amb més facilitat. Diverses varietats habitualment neixen en planter i, quan comencen a tenir algunes fulles, es trasplanten a terra en punts individuals separats per entre 8 i 14 cm. L'enciam conreat de manera més separada, amb més espai entre cada planta, rep més llum solar, la qual cosa millora el color, els nutrients i la quantitat de fulles. L'enciam pàl·lid o blanc, una característica que es pot trobar sovint en l'enciam iceberg, conté pocs nutrients.

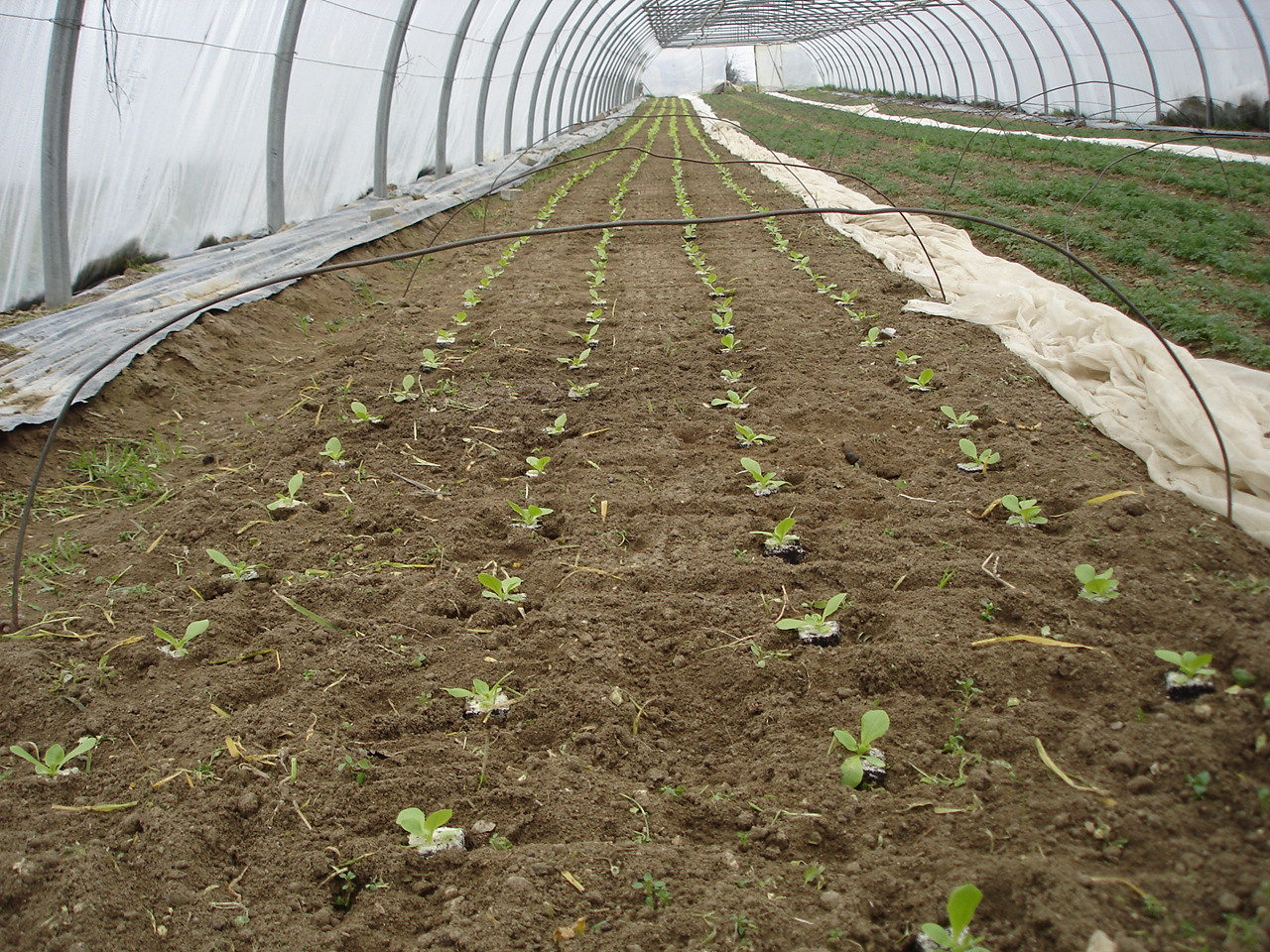
Llit d'enciam trasplantat en un hivernacle

L'enciam creix millor a plena llum del sol, i en sòls rics en nitrogen i amb un pH del sòl d'entre 6,0 i 6,8. L'excessiva calor normalment forada l'enciam i amb temperatures per sobre dels 24 graus el creixement és lent. La temperatura ideal és entre 16 i 18 graus, tot i que poden tolerar temperatures de fins a 7 graus. A les zones càlides amb ombra, durant el període més calorós del dia, l'enciam es caragola més lentament. Si les plantes pateixen temperatures de més de 27 graus, les llavors no germinen o bé germinen malament. Després de la collita, l'enciam dura més temps si es manté a 0 graus i al 96% d'humitat. Es degrada ràpidament quan s'emmagatzema amb determinades fruites com pomes, peres o plàtans; aquests productes alliberen el gas etilè, l'agent de maduració. L'alt contingut d'aigua de l'enciam (94,9%) crea problemes si s'intenta que la planta duri. És un producte que no es pot congelar amb èxit, ni enllaunar o assecar i que, per tant, s'ha de consumir fresc.
Les varietats d'enciam s'hibriden entre si, de manera que cal separar les varietats entre 1,5 i 6 metres per evitar la contaminació de les llavors. Diverses espècies d'enciam es poden encreuar amb l'enciam bord (Lactuca serriola) i les llavors resultants produeixen una planta amb fulles dures i amargues. L'enciam espàrrec, una varietat que creix principalment a l'Àsia i de la que es menja la tija, s'encreua fàcilment amb altres enciams cultivats per les seves fulles. Aquesta facilitat d'hibridació ha donat lloc a programes de cria amb espècies estretament relacionades, com l'enciam bord (Lactuca serriola), l'enciam boscà (Lactuca virosa) i l'espècie Lactuca saligna per tal d'ampliar el patrimoni gènic. Al principi de la dècada de 1990, aquests programes van començar a incloure espècies més allunyades com l'espècie Lactuca tatarica. Les llavors es mantenen millor quan s'emmagatzemen en un lloc fresc. Per a garantir-ne una bona conservació, si no es conserven en condicions de criogènia, cal emmagatzemar les llavors a temperatures de 20 graus sota zero. A temperatura ambient, les llavors només es conserven alguns mesos. No obstant això, si es guarden en criogènia, poden durar fins a 500 anys en nitrogen vaporitzat i 3.400 anys en nitrogen líquid. Aquestes estimacions només són vàlides si les llavors es congelen immediatament després de la collita.

### Tipus

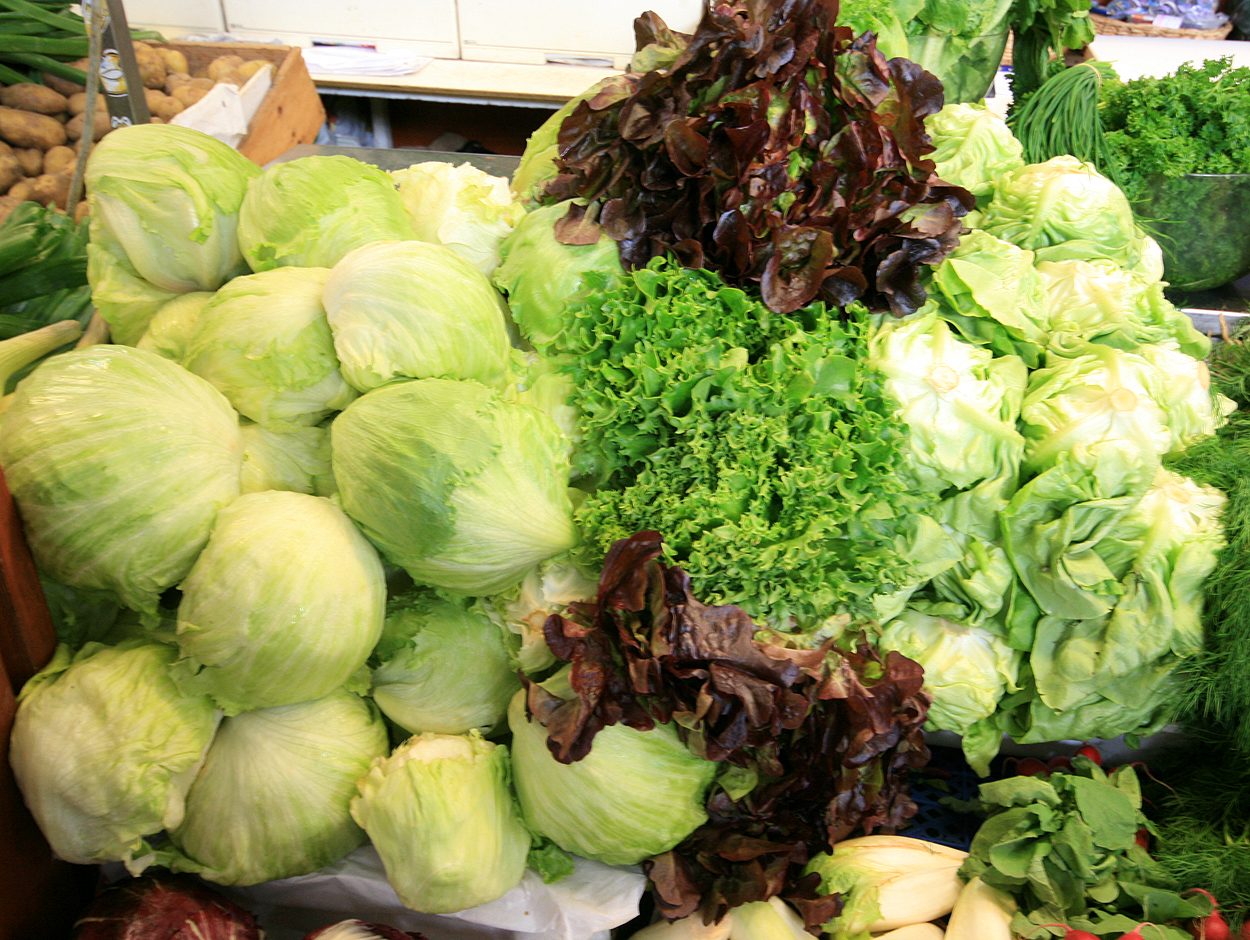
Una selecció de conreus d'enciam

Hi ha moltes varietats d'enciam, però es poden englobar en els següents grups:
- Enciam romà o llarg (L. sativa var. longifolia) – És el tipus més comú, amb fulles robustes i nervis forts;[36] habitualment es posa en les amanides[32][24] i en entrepans, per les seves fulles allargades i fàcils de netejar.[32]
- Enciam iceberg, enciam escaroler, enciam cabdellat, enciam trucat o encisam copat (Val.), enciam francès, letuga flamenca (L. sativa var. capitata) - En forma de cabdell i semblant a una col; és l'enciam més popular als Estats Units. A causa del seu alt percentatge d'aigua, té poc gust i contingut nutricional.[32] Algunes varietats són més llargues, resistents i gustoses.[36]
- Enciam escaroler, enciam crespat, enciam cabdellat, lletuga rulla, lletuga tavellada, enciam trocadero o francès (L. sativa var. crispa) – És un enciam de cabdell però amb les fulles soltes, conegut pel seu gust dolç i una textura tendre.[32]
- Enciam espàrrec o enciam xinès (L. sativa var. asparagina) – És una varietat conreada per la seva tija i no per les fulles; s'utilitza en la cuina asiàtica, principalment de la Xina, per a fer guisats i crema de verdures.[32]
- Llavor oleaginosa d'enciam – Aquest tipus es conrea per les seves llavors, que es premsen per extreure'n un oli utilitzat principalment per a cuinar. Té unes fulles que aviat produeixen llavors i són un 50% més grans que les d'altres tipus d'enciam.[37]

### Problemes en el cultiu
Les deficiències de nutrients, com la manca de bor, fòsfor, calci, liti, molibdè o coure, poden causar diversos problemes a les plantes que van des de les deformacions a un creixement menor de l'habitual. Hi ha molts insectes que se senten atrets per l'enciam, incloent-hi el cuc tallador, que talla la incipient plàntula al nivell del sòl; l'elatèrid i el nematode, que fan que les plantes es tornin grogues i raquítiques; el Lygus lineolaris i els afidoïdeus, que engrogueixen les plantes i desfiguren les fulles; els cicadèl·lids o xixarrites, que causen retard en el creixement i palidesa en les fulles; els tisanòpters, que deixen la planta grisa-verda o platejada; el minador, que forada les fulles; l'alticini, que fa petits forats a les fulles i l'eruga, el llimac i el caragol de terra, que fan grans forats a les fulles. Alguns mamífers, com els conills i les marmotes, també mengen enciam. L'enciam té diversos compostos naturals defensius, com les lactones sesquiterpèniques i altres fenòlics naturals que ajuden a protegir-se de les plagues, tot i que segons les varietats en varien les concentracions. Alguns estudis de reproducció i modificació genètica selectiva s'han centrat en l'ús d'aquesta característica per identificar i produir varietats comercials més resistents a les plagues.
L'enciam també pateix l'atac de diversos virus, com la malaltia de la vena gran, que provoca fulles grogues i deformades, o el virus del mosaic, que es propaga per l'acció dels àfids i provoca l'atròfia de la planta i deforma les fulles. El groc de l'asteràcia és una malaltia causada per fitoplasmes, un tipus de bacteri, transmesa per cicadèl·lids, i que provoca que les fulles es deformin. Les malalties causades per fongs inclouen oïdi i míldiu, que provoquen que les fulles es morin, i la floridura grisa, que causa que tota la planta es podreixi. L'amuntegament d'enciam tendeix a provocar plagues i malalties. Les males herbes també poden ser un problema, ja que l'enciam de cultiu en general no hi pot competir, sobretot quan se sembren directament a terra. L'enciam trasplantat (iniciat en pisos de cultiu i, més tard, traslladat als llits de cultiu) és generalment més competitiu al principi, però també pot crear enciams deformes i amb rendiments més baixos. Les males herbes també atrauen insectes i malalties, i dificulten la collita. Els herbicides sovint s'utilitzen per controlar les males herbes en la producció comercial. Tanmateix, això ha portat al desenvolupament de males herbes resistents als herbicides que afecten negativament al medi ambient i a la salut.

### Producció
| Rànquing  | Estat           | 2010       | 2011       |
| --------- | --------------- | ---------- | ---------- |
| 1         | R.P. de la Xina | 13.004.977 | 13.434.500 |
| 2         | Estats Units    | 4.105.580  | 4.070.780  |
| 3         | Índia           | 1.005.850  | 1.059.851  |
| 4         | Espanya         | 809.390    | 868.436    |
| 5         | Iran            | 424.228    | 550.799    |
| 6         | Japó            | 537.900    | 542.400    |
| 7         | Turquia         | 419.298    | 424.252    |
| 8         | Mèxic           | 340.976    | 370.066    |
| 9         | Itàlia          | 843.344    | 364.843    |
| 10        | Alemanya        | 308.341    | 340.487    |
| —         | Món             | 23.072.074 | 23.217.623 |
| Font: FAO |                 |            |            |

L'enciam és l'únic producte del gènere lactuca que es conrea per motius comercials. L'Organització de les Nacions Unides per a l'Agricultura i l'Alimentació (FAO) informa que durant l'any 2010 la producció mundial d'enciam i xicoira (dos cultius que la FAO mesura de manera unificada) va ser de 23.622.366 tones. El 53% es va produir a la Xina, el 17% als EUA (el 2007 el 70% de la producció dels EUA provenia de Califòrnia), el 12,5% a Europa i el 4% a l'Índia. Tot i que la Xina és el primer productor mundial d'enciam, la majoria de la collita es consumeix internament. Espanya és el principal exportador d'enciam al món.
Els primers centres de producció d'enciam a gran escala foren Europa Occidental i Amèrica del Nord. A final de la dècada de 1900, Àsia, Amèrica del Sud, Austràlia i Àfrica es van convertir en els mercats més importants. Cada zona es va anar especialitzant en certs tipus d'enciam, de manera que l'enciam escaroler o francès era el predominant al nord d'Europa i Gran Bretanya, l'enciam romà o llarg a la Mediterrània i la tija d'enciam a la Xina i Egipte. A final del segle xx els tipus preferits van començar a canviar; especialment, aquest és el cas de l'enciam iceberg que es va convertir en el tipus predominant al nord d'Europa i Gran Bretanya i va augmentar la popularitat a l'Europa occidental. Als Estats Units no hi va haver cap varietat predominant fins a l'inici del segle xx, quan van començar a guanyar terreny els enciams tipus iceberg o similars; a la dècada de 1940 aquest tipus d'enciam ja suposava el 95% de l'enciam conreat i consumit als Estats Units. Al tombant del segle xx van començar a recuperar una certa popularitat altres tipus d'enciams que han aconseguit fins a un 30% de la producció. L'enciam espàrrec o de tija va ser desenvolupat per primera vegada a la Xina i continua sent conreada principalment en aquest país.
Durant el segle xx, els mètodes de producció d'enciam, inclosos tots els processos per incrementar les vendes, s'han convertit en mètodes organitzats a gran escala. La major part de la producció agrícola es realitza amb l'aplicació de grans quantitats de productes químics, incloent-hi adobs i plaguicides; tot i així, l'agricultura ecològica representa una opció que està creixent, una tendència que es va iniciar amb petits productors, però que ha arribat també a una producció més industrial que principalment conrea enciam llarg i escaroler. En els primers anys del segle xxi, l'elaboració de bosses d'amanida va començar a ser una part cada vegada més important dins el mercat de l'enciam, especialment als Estats Units. S'obté a partir del que abans era l'enciam que es rebutjava i que no es pot vendre com a producte fresc; ara, aquests productes són envasats de tal manera que duren més que l'enciam que es ven després de la collita.

## Gastronomia
Al voltant de l'any 50, els romans cuinaven i servien les fulles d'enciam amb oli i vinagre, però les fulles més petites de vegades les menjaven crues. Durant el regnat de Domicià, entre els anys 81 i 96, era habitual servir una amanida d'enciam abans de començar un àpat. Després de l'època romana Europa va continuar la tradició de cuinar l'enciam principalment amb les moltes varietats romanes, abocant oli i vinagre calent sobre les fulles cuites.
Actualment la major part de l'enciam es cultiva per les seves fulles, tot i que també hi ha un tipus que es conrea per consumir la tija, i un altre per fer oli a partir de les seves llavors. L'enciam sobretot s'utilitza en amanides, ja sigui sol o amb altres verdures, hortalisses, carns i formatges. Per exemple, l'enciam llarg és el que s'acostuma a fer servir per preparar l'amanida Cèsar —amb altres productes com anxoves i ous—, i en l'amanida catalana, juntament amb tomàquet i embotits. Les fulles d'enciam també es poden trobar a les sopes i entrepans, mentre que les tiges es mengen tant crues com cuites.
El consum d'enciam a la Xina es va desenvolupar de manera diferent que als països occidentals a causa dels riscos de salut i una aversió cultural a menjar fulles crues. Per això els vegetals, al sud-est asiàtic, tant si se serveixen freds com calents, abans es couen. Encara als països asiàtics, l'enciam s'utilitza en una major varietat de plats que als països occidentals, associat amb altres ingredients com el formatge de soja, en plats de carn o sopes, sofregit amb la tècnica stir frying, sols o amb altres verdures. Les tiges d'enciam, àmpliament consumides a la Xina, es mengen crues o cuites, però si es couen és per menjar, ja acabades de fer, en plats de sopa.

## Nutrició i salut
| Valor nutritiu de 100 grams d'enciam |                |
| Energia                              | 55 kJ          |
| Glúcids                              | 2,23 g         |
| -Sucres                              | 0,94           |
| -Fibra                               | 1,1 g          |
| Greixos                              | 0,22 g         |
| Proteïnes                            | 1,35 g         |
| Aigua                                | 95,63 g        |
| Vitamina A                           | 166 μg (21%)   |
| -Tiamina (Vit. B1)                   | 0,057 mg (5%)  |
| -Riboflavina (Vit. B₂)               | 0,062 mg (5%)  |
| Àcid pantotènic (B₅)                 | 0,15 mg (3%)   |
| Vitamina B6                          | 0,082 mg (3%)  |
| Àcid fòlic                           | 73 μg (18%)    |
| Vitamina C                           | 3,7 mg (4%)    |
| Vitamina E                           | 0,18 mg (1%)   |
| Vitamina K                           | 102,3 μg (97%) |
| Calci                                | 35 mg (4%)     |
| Ferro                                | 1,24 mg (10%)  |
| Magnesi                              | 13 mg (4%)     |
| Manganès                             | 0,179 mg (9%)  |
| Fòsfor                               | 33 mg (5%)     |
| Potassi                              | 238 mg (5%)    |
| Sodi                                 | 5 mg (0%)      |
| Zinc                                 | 0,2 mg (2%)    |

Segons la varietat, l'enciam és una bona font de vitamina A, vitamina K i potassi, amb altes concentracions de vitamina A als enciams d'un color verd més fosc. També proporciona una mica de fibra dietètica (concentrada a la tija i a les ramificacions), hidrats de carboni, proteïnes i una petita quantitat de greix. Amb l'excepció del tipus iceberg, l'enciam també proporciona vitamina C, calci, ferro i coure, amb vitamines i minerals que es troben a la fulla. D'altra banda, de manera natural, l'enciam absorbeix i concentra liti.

### Transmissor de malalties
Els patògens que provoquen intoxicació alimentària poden sobreviure en l'enciam emmagatzemat, però acostumen a disminuir en nombre durant aquest període. L'excepció és la listèria monocitògena, el bacteri que provoca la listeriosi, que es multiplica una vegada l'enciam és arrencat. No obstant això, tot i els alts nivells de bacteris que hi ha als enciams llestos per al consum, un estudi del 2008 no va trobar indicis de listeriosi transmesa a través dels aliments. La investigació indica que el motiu pot ser la curta vida del producte, la microflora que competeix amb el bacteri o bé possibles propietats de l'enciam que causen que els bacteris siguin incapaços de provocar listeriosi.
Altres bacteris que hi ha a l'enciam són del gènere Aeromonas —que no s'han assignat a cap brot—, els campilobàcters —provoquen una infecció anomenada campilobacteriosi—, i espècies de Yersinia, com intermedia o kristensenii, que s'han trobat principalment en l'enciam. L'enciam s'ha relacionat amb nombrosos brots del bacteri Escherichia coli O157: H7 i de shigel·la; però les plantes molt probablement van ser contaminades per contacte amb la femta d'animals. Un estudi de 2007 va determinar que el mètode de refrigeració al buit incrementa les taxes de supervivència de l'E. coli O157: H7. El bacteri de la salmonel·la també ha causat brots infecciosos en enciams contaminats. Determinats virus, com el de l'hepatitis A, el calicivírid i el norovirus, també s'han trobat a l'enciam. També s'ha vinculat a brots d'infestacions parasitàries com la de la Giardia lamblia, que causa la giardiosi.

### Ús medicinal
A més de ser una verdura de fulla comestible, l'enciam ha tingut diversos altres usos des de l'edat antiga, que el relacionen com a herba medicinal o un símbol religiós. Per exemple, els antics egipcis pensaven que l'enciam era un símbol relacionat amb la potència sexual i que fomentava l'amor i la maternitat en les dones. Els romans afirmaven que augmentava la potència sexual. En canvi, els escriptors de l'antiguitat grega relacionaven la planta amb la impotència masculina, i la feien servir durant els funerals probablement a causa del seu paper en el mite d'Adonis. Les dones britàniques del tombant del segle xix creien que provocaven infertilitat i esterilitat. És cert que l'enciam té lleus propietats narcòtiques tot i que l'espècie que més es cultiva, L. sativa té nivells més baixos de narcòtics que els seus parents salvatges. Aquest efecte narcòtic és una propietat que es troba al líquid blanc o làtex de les tiges de l'enciam, i que també rep el nom de lactucàrium o opi d'enciam.
S'utilitzen extractes d'enciam per a cremes i locions per a la pell en el tractament de les cremades solars i en els casos de pell aspra. En alguna ocasió s'ha considerat que era útil també per solucionar problemes relacionats amb el fetge. Alguns colons americans van declarar que la verola es podia prevenir a través de la ingestió d'enciam, i una creença iraniana va suggerir el consum de les llavors per a tractar la febre tifoide. La medicina popular també ha afirmat que serveix per tractar el dolor, el reumatisme, la tensió excessiva, el nerviosisme, la tos i la bogeria. No s'han trobat proves científiques d'aquests beneficis en humans, tot i que sí que s'han demostrat efectes similars en ratolins i gripaus. Les creences religioses vinculades a l'enciam continuen actualment entre els Yazidi, que viuen al nord de l'Iraq i la seva religió els impedeix de menjar enciam.

## Art
Les representacions artístiques relacionades amb l'enciam a Catalunya tenen a veure especialment amb la conscienciació sobre el reciclatge i la música. El Capità Enciam va ser un personatge de ficció, creat a mitjan anys noranta per al canal de televisió TV3. Encarnat per Pep Parés, el Capità Enciam protagonitzava episodis curts formats per un o dos esquetxos en els quals conscienciava els telespectadors sobre les utilitats del reciclatge, parodiant amb humor els superherois de còmic. El seu lema era «Els petits canvis són poderosos».
Per altra banda, «La guerra de l'enciam» és una peça musical de La Trinca amb una lletra que relata l'enfrontament entre pagesos catalans i francesos, fet que es va produir abans de l'entrada de l'estat espanyol a la Unió Europea. La Trinca, un grup de música i espectacle català format per Josep Maria Mainat, Miquel Àngel Pasqual i Toni Cruz, fou molt popular a la dècada dels 70 i primers dels vuitanta per la seva capacitat de fer crítica social i política, sempre amb humor, fent paròdies i atrevides posades en escena.